# 寶珍娜·諾娃柯維克
寶珍娜·諾娃柯維克（1981年7月12日—）是一个塞尔维亚裔澳大利亚女演员。

## 外部連結
- 寶珍娜·諾娃柯維克在互联网电影资料库（IMDb）上的資料（英文）
- 寶珍娜·諾娃柯維克在豆瓣上的资料（简体中文）